# Démophon fils de Thésée
Pour les articles homonymes, voir Démophon.

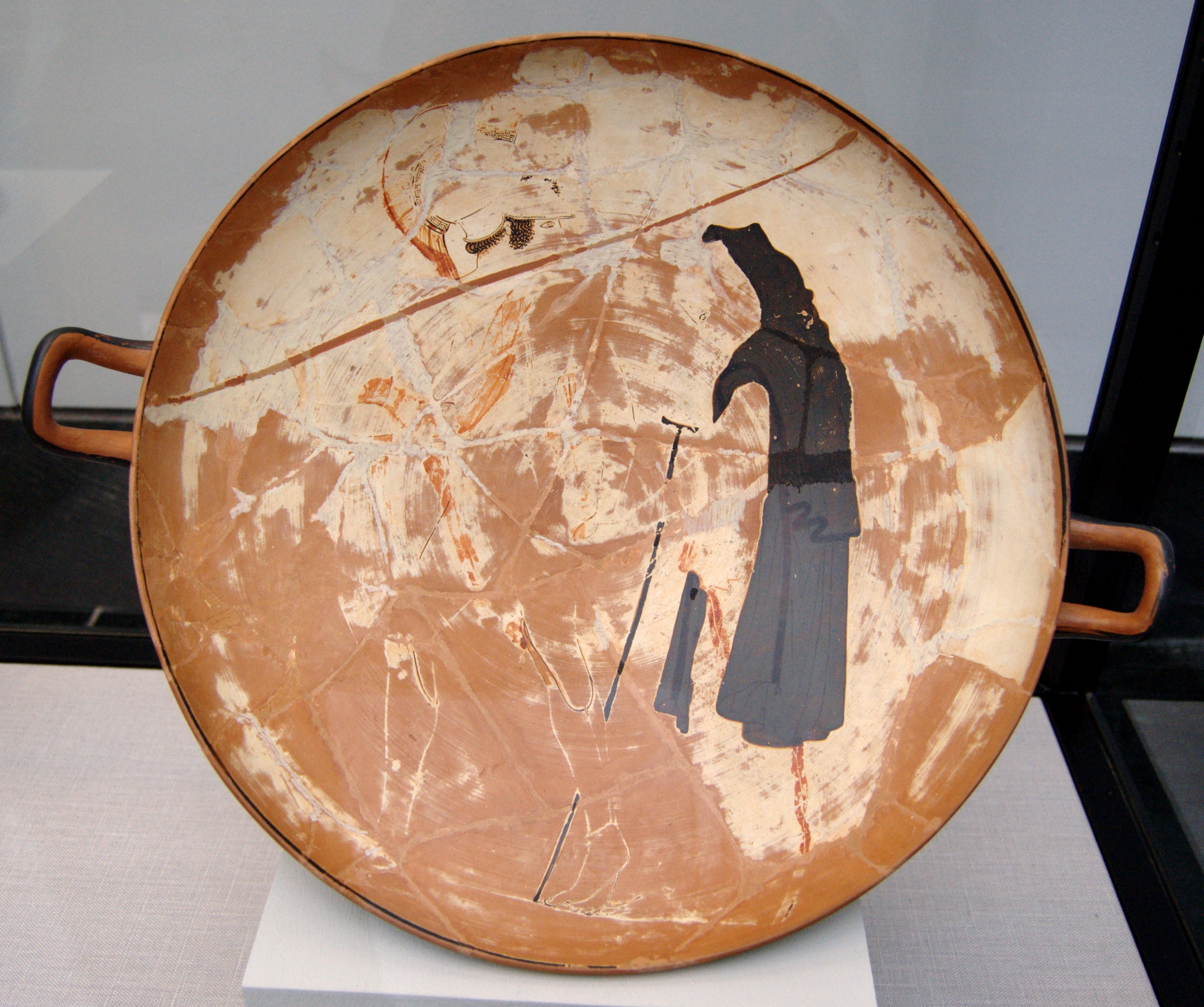
Démophon (?) libérant Éthra, kylix attique à fond blanc, 470-460 av. J.-C., Staatliche Antikensammlungen, Munich (Inv. 2687)

Dans la mythologie grecque, Démophon (en grec ancien Δημοφόων / Dêmophóôn), fils de Thésée et de Phèdre, frère d'Acamas, est le douzième roi légendaire d'Athènes. Il participa à la guerre de Troie aux côtés de son prédécesseur Ménesthée, et fut un des guerriers enfermés dans le cheval de Troie. Après la guerre, il obtint d'Agamemnon la libération de sa grand-mère Éthra, celle-ci étant retenue comme esclave d'Hélène depuis la guerre des Dioscures contre Athènes. Il hérita également du trône de la ville.
Lors de son voyage de retour, il aborda le territoire des Thraces Bisaltes. Phyllis, la fille du roi, tomba amoureuse de lui, et son père la donna en mariage à Démophon, avec son royaume pour dot. Mais Démophon continua sa route non sans avoir promis de revenir. Phyllis lui remit alors en présent un coffret en lui disant qu’il contenait un objet consacré à la déesse Rhéa, et en lui conseillant de ne pas l’ouvrir tant qu’il conserverait l’espoir de revenir auprès d’elle. Mais le temps passa et Démophon ne revenant pas, Phyllis le maudit et se tua. Démophon de son côté ouvrit le coffret, et frappé de terreur, il enfourcha son cheval et s’élança à bride abattue : il mourut désarçonné en retombant sur son épée.
Phyllis et Démophon auraient eu plusieurs enfants, notamment Oxyntès, qui succédera à son père.
Son nom est également attaché à celui des Héraclides : lors de leur fuite pour échapper à Eurysthée (roi d'Argolide) qui les persécutait, ceux-ci vinrent se réfugier en Attique. Démophon les reçut et les ayant placés à Marathon, livra un combat victorieux contre Eurysthée, qui précipita la chute de ce roi.

### Sources
- Pseudo-Apollodore, Épitome [détail des éditions] [lire en ligne] (I, 18 ; VI, 17).
- Diodore de Sicile, Bibliothèque historique [détail des éditions] [lire en ligne] (IV, 20).
- Euripide, Les Héraclides [détail des éditions] [lire en ligne].
- Hygin, Fables [détail des éditions] [(la) lire en ligne] (XLVIII).
- Pausanias, Description de la Grèce [détail des éditions] [lire en ligne] (I, 23, 8 ; X, 25, 7).